# Penumbra: Requiem
Pour les articles homonymes, voir Penumbra.
Penumbra: Requiem est un jeu vidéo d'aventure et de réflexion reprenant certains codes du survival horror, développé par Frictional Games et édité par Paradox Interactive, sortie le 27 aout 2008 sur PC (Windows, Linux, Mac OS). Il est le troisième et dernier volet de la trilogie Penumbra. Ce jeu est une extension : il est nécessaire que le jeu Penumbra: Black Plague soit préalablement installé.

## Système de jeu
Penumbra: Requiem reprend comme ses deux prédécesseurs (Penumbra: Overture et Penumbra: Black Plague) un style de jeu d'aventure, et d'énigmes ; néanmoins, le joueur ne sera confronté à aucun monstre durant sa quête, contrairement aux autres opus. Ainsi, l'ambiance glauque et oppressante qui faisait la richesse des précédents Penumbra est totalement absente ici. Le joueur est incapable de combattre.

## Accueil
- Adventure Gamers : 3/5[1]
- Jeuxvideo.com : 12/20[2]